# Storm: Frontline Nation
Storm: Frontline Nation — компьютерная игра в жанре пошаговой стратегии для платформы PC от шведского разработчика Colossai Studios, издателем которой выступил Sector3 Studios. Релиз в США и Великобритании произошёл в июне 2011 года. Игра посвящена военным действиям в Европе и Северной Африке.

## Геймплей
В игре доступны как одиночная игра, так и игра по интернету. Игра состоит из двух различных уровней геймплея: стратегического и тактического. В стратегическом игрок управляет производством, дипломатией, исследованиями и координацией военных сил. Тактический уровень предлагает игроку полный контроль над своими военными подразделениями. Также наличествует возможность создавать альянсы. В игре присутствует стратегическая карта мира, состоящая из большого количества регионов и городов. Имеется возможность играть за одну из 45 стран (от США до Мальты) на картах, охватывающих всю Европу и Северную Африку.